# Spring (Texas)
Spring est une census-designated place située dans l'État du Texas, aux États-Unis. Sa population est de 54 298 habitants selon le recensement de 2010. Elle fait partie de la région métropolitaine du Greater Houston. 
Le territoire de Spring englobe une vaste zone au nord du comté de Harris, ainsi qu'une petite zone du sud du comté de Montgomery. La ville de Spring stricto sensu, Old Town Spring, ne recouvre qu'un territoire d'environ un kilomètre carré.

## Matt Bomer, acteur
- Josh Beckett, joueur de baseball
- Simone Biles, gymnaste
- Jim Parsons, acteur
- Chad Hedrick, patineur de vitesse